# Monte Bellevue de l'Inini
Il monte Bellevue de l'Inini (o semplicemente monte Bellevue) è la massima elevazione della Guyana francese e raggiungono gli 851 metri, fanno parte del Massiccio della Guiana e si trova nel comune di Maripasoula.